# Orthomorpha variegata
Orthomorpha variegata är en mångfotingart som beskrevs av Henri W. Brölemann 1896. Orthomorpha variegata ingår i släktet Orthomorpha och familjen orangeridubbelfotingar. Inga underarter finns listade i Catalogue of Life.